# Mont E
Le mont E (恵山, E-san) est un stratovolcan actif de la péninsule de Kameda culminant à 618 m d'altitude à Hakodate en Hokkaidō au Japon. Le mont fait partie du parc naturel préfectoral d'Esan.

## Géologie
Le mont E est composé de roches volcaniques mafiques non-alcalines. Le volcan andésitique est couronné d'un dôme de lave.

## Histoire
La dernière éruption du mont E est survenue le 8 juin 1874. Elle consistait en explosions phréatiques et a été affectée d'un indice 1 sur l'échelle VEI.
L'éruption la plus anciennement documentée remonte au 18 novembre 1846. L'éruption a déclenché des lahars qui ont endommagé plusieurs maisons et fait des victimes.
La datation au radiocarbone et la téphrochronologie indiquent cinq autres éruptions antérieures aux documents historiques dans les années 1350, 550 av. J.-C., 1050, 3900 ± 100 ans et 7050. L'éruption de 7050 av. J.-C. était la plus puissante avec un indice VEI de 3.